# Казалинконтрада
Казалинконтра̀да (на италиански: Casalincontrada, на местен диалект Casèlë, Казелъ) е малко градче и община в Южна Италия, провинция Киети, регион Абруцо. Разположен е на 333 m надморска височина. Населението на общината е 3122 души (към 2010 г.).